# Halowe Mistrzostwa Świata w Lekkoatletyce 2003 – bieg na 60 m kobiet
Bieg na 60 m kobiet – jedna z konkurencji rozgrywanych podczas halowych mistrzostw świata w lekkoatletyce w 2003. Eliminacje, półfinały i finał odbyły się 14 marca.
Do eliminacji zgłoszone zostały 34 zawodniczki z 27 państw.
Zawody w tej konkurencji wygrała reprezentantka Stanów Zjednoczonych Angela Williams. Drugą pozycję zajęła rodaczka triumfatorki Torri Edwards, trzecią zaś reprezentująca Słowenię Merlene Ottey.
Ukraińskiej sprinterce Żannie Pintusewycz-Block anulowano wyniki, jak również został jej odebrany złoty medal po tym, jak udowodniono u niej stosowanie dopingu.

## Wyniki

### Eliminacje
Źródło: 
Bieg 1
| Miejsce | Zawodniczka          | Państwo                   | Wynik | Uwagi |
| ------- | -------------------- | ------------------------- | ----- | ----- |
| 1.      | Merlene Ottey        | Słowenia                  | 7,21  |       |
| 2.      | Karin Mayr-Krifka    | Austria                   | 7,25  |       |
| 3.      | Agnė Eggerth         | Litwa                     | 7,26  |       |
| 4.      | Natasha Mayers       | Saint Vincent i Grenadyny | 7,27  |       |
| 5.      | Mercy Nku            | Nigeria                   | 7,39  |       |
| 6.      | Erica Marchetti      | Włochy                    | 7,41  |       |
| 7.      | Silvienne Krosendijk | Aruba                     | 8,32  |       |

Bieg 2
| Miejsce | Zawodniczka             | Państwo           | Wynik | Uwagi |
| ------- | ----------------------- | ----------------- | ----- | ----- |
| 1.      | Angela Williams         | Stany Zjednoczone | 7,19  |       |
| 2.      | Marina Kisłowa          | Rosja             | 7,24  |       |
| 3.      | Virgen Benavides        | Kuba              | 7,26  |       |
| 4.      | Bettina Müller-Weissina | Austria           | 7,34  |       |
| 5.      | Heather Samuel          | Antigua i Barbuda | 7,36  | PB    |
| 6.      | Radmila Vukmirović      | Słowenia          | 7,49  |       |

Bieg 3
| Miejsce | Zawodniczka       | Państwo           | Wynik | Uwagi |
| ------- | ----------------- | ----------------- | ----- | ----- |
| 1.      | Torri Edwards     | Stany Zjednoczone | 7,21  |       |
| 2.      | Chandra Sturrup   | Bahamy            | 7,26  |       |
| 3.      | Iryna Kożemiakina | Ukraina           | 7,29  |       |
| 4.      | Marija Bolikowa   | Rosja             | 7,30  |       |
| 5.      | Jeorjia Kokloni   | Grecja            | 7,42  |       |
| 6.      | Kadiatou Camara   | Mali              | 7,42  |       |
| –       | Patricia Riesco   | Peru              | DNS   |       |

Bieg 4
| Miejsce | Zawodniczka       | Państwo           | Wynik | Uwagi |
| ------- | ----------------- | ----------------- | ----- | ----- |
| 1.      | Joice Maduaka     | Wielka Brytania   | 7,32  |       |
| 2.      | Petja Pendarewa   | Bułgaria          | 7,34  |       |
| 3.      | Philomena Mensah  | Kanada            | 7,34  |       |
| 4.      | Savatheda Fynes   | Bahamy            | 7,34  |       |
| 5.      | Fana Ashby        | Trynidad i Tobago | 7,43  |       |
| 6.      | Lyubov Perepelova | Uzbekistan        | 7,66  |       |
| –       | Melocia Clarke    | Jamajka           | DNS   |       |

Bieg 5
| Miejsce | Zawodniczka             | Państwo                  | Wynik | Uwagi |
| ------- | ----------------------- | ------------------------ | ----- | ----- |
| 1.      | Sylviane Félix          | Francja                  | 7,21  | SB    |
| 2.      | Johanna Manninen        | Finlandia                | 7,25  |       |
| 3.      | Liliana Allen           | Meksyk                   | 7,30  |       |
| 4.      | Makaridja Sanganoko     | Wybrzeże Kości Słoniowej | 7,39  | PB    |
| 5.      | Qin Wangping            | Chiny                    | 7,41  |       |
| 6.      | Susan Deacon            | Wielka Brytania          | 7,45  |       |
| –       | Żanna Pintusewycz-Block | Ukraina                  | 7,16  |       |

### Półfinały
Źródło: 
Bieg 1
| Miejsce | Zawodniczka      | Państwo                   | Wynik | Uwagi |
| ------- | ---------------- | ------------------------- | ----- | ----- |
| 1.      | Merlene Ottey    | Słowenia                  | 7,17  | NR    |
| 2.      | Torri Edwards    | Stany Zjednoczone         | 7,20  | PB    |
| 3.      | Natasha Mayers   | Saint Vincent i Grenadyny | 7,23  |       |
| 4.      | Chandra Sturrup  | Bahamy                    | 7,24  |       |
| 5.      | Heather Samuel   | Antigua i Barbuda         | 7,30  | NR    |
| 6.      | Mercy Nku        | Nigeria                   | 7,37  |       |
| 7.      | Philomena Mensah | Kanada                    | 7,39  |       |
| 8.      | Petja Pendarewa  | Bułgaria                  | 7,46  |       |

Bieg 2
| Miejsce | Zawodniczka             | Państwo | Wynik | Uwagi |
| ------- | ----------------------- | ------- | ----- | ----- |
| 1.      | Marina Kisłowa          | Rosja   | 7,20  |       |
| 2.      | Sylviane Félix          | Francja | 7,24  |       |
| 3.      | Liliana Allen           | Meksyk  | 7,25  |       |
| 4.      | Virgen Benavides        | Kuba    | 7,28  |       |
| 5.      | Agnė Eggerth            | Litwa   | 7,31  |       |
| 6.      | Bettina Müller-Weissina | Austria | 7,40  |       |
| 7.      | Erica Marchetti         | Włochy  | 7,41  |       |
| –       | Żanna Pintusewycz-Block | Ukraina | 7,08  |       |

Bieg 3
| Miejsce | Zawodniczka         | Państwo                  | Wynik | Uwagi |
| ------- | ------------------- | ------------------------ | ----- | ----- |
| 1.      | Karin Mayr-Krifka   | Austria                  | 7,18  |       |
| 2.      | Savatheda Fynes     | Bahamy                   | 7,19  |       |
| 3.      | Angela Williams     | Stany Zjednoczone        | 7,19  |       |
| 4.      | Joice Maduaka       | Wielka Brytania          | 7,19  | PB    |
| 5.      | Johanna Manninen    | Finlandia                | 7,26  |       |
| 6.      | Iryna Kożemiakina   | Ukraina                  | 7,32  |       |
| 7.      | Marija Bolikowa     | Rosja                    | 7,36  |       |
| 8.      | Makaridja Sanganoko | Wybrzeże Kości Słoniowej | 7,46  |       |

### Finał
Źródło: 
| Miejsce | Zawodniczka             | Państwo           | Wynik | Uwagi |
| ------- | ----------------------- | ----------------- | ----- | ----- |
| 01 !    | Angela Williams         | Stany Zjednoczone | 7,16  | SB    |
| 02 !    | Torri Edwards           | Stany Zjednoczone | 7,17  | PB    |
| 03 !    | Merlene Ottey           | Słowenia          | 7,20  |       |
| 4.      | Karin Mayr-Krifka       | Austria           | 7,23  |       |
| 5.      | Marina Kisłowa          | Rosja             | 7,26  |       |
| 6.      | Joice Maduaka           | Wielka Brytania   | 7,34  |       |
| –       | Savatheda Fynes         | Bahamy            | DNS   |       |
| –       | Żanna Pintusewycz-Block | Ukraina           | 7,04  |       |